# Đôn Hoàng
Đôn Hoàng (chữ Hán giản thể: 敦煌市, âm Hán Việt: Đôn Hoàng thị) là một thành phố cấp phó địa thuộc địa cấp thị Tửu Tuyền, tỉnh Cam Túc, Cộng hòa Nhân dân Trung Hoa. Thành phố Đôn Hoàng có diện tích 31.200 ki-lô-mét vuông, dân số 130.000 người (năm 2002). Mã số bưu chính của thành phố này là 736200, mã vùng điện thoại là 0937. Đôn Hoàng nằm trong một ốc đảo sa mạc.
Là thành phổ lịch sử và văn hóa quốc gia của Trung Quốc, Đôn Hoàng là một điểm dừng chân chính trên Con đường Tơ lụa cổ đại. Đôn Hoàng chiếm vị trí chiến lược tại ngã tư của Con đường Tơ lụa cổ đại phương Nam và con đường chính dẫn từ Ấn Độ qua Lhasa đến Mông Cổ và Nam Siberia, cũng như kiểm soát lối vào Hành lang Hexi hẹp, dẫn thẳng đến trung tâm của các đồng bằng phía bắc Trung Quốc và các thủ đô cổ của Trường An (ngày nay được gọi là Tây An) và Lạc Dương. Đôn Hoàng nổi tiếng với các tượng Phật được khắc trong hang đá và được biết đến nhiều nhất với Hang Mạc Cao, Ngọc Môn quan và Dương quan gần đó.

## Lịch sử
Vào thời Xuân Thu, nơi này từng có tên là "Qua Châu". Đến thời Chiến Quốc, người Nguyệt Chi dần dần trở nên lớn mạnh, thôn tính người Khương và đuổi người Ô Tôn đi, khi này thuộc quốc gia của người Nguyệt Chi. 
Thời Tần - Hán, người Hung Nô thống trị khu vực sa mạc phía Bắc, đánh bại người Nguyệt Chi và nắm được vùng đất này. Thời Hán Vũ Đế tiến hành đánh đuổi người Hung Nô, vùng đất này sáp nhập vào lãnh thổ nhà Hán, đổi tên thành Đôn Hoàng. Vương Mãng soán ngôi nhà Tây Hán, đổi tên thành "Đôn Đức", đến thời Đông Hán thì khôi phục tên cũ. Do nằm ở vị trí chiến lược để phòng thủ chống lại các cuộc xâm lược của Hung Nô, khu vực này được nhà Hán coi trọng, kinh tế phát triển.
Thời Tam Quốc, Đôn Hoàng thuộc nước Ngụy, sau lại thuộc nhà Tiền Lương rồi trở thành kinh đô của nhà Tây Lương.
Thời Tùy, đổi tên lại thành Qua Châu, nơi này thường xuyên bị các dân tộc du mục Đột Quyết và Thổ Cốc Hồn chiếm cứ. Tùy Dạng Đế đăng cơ, giành lại quyền kiểm soát và mở lại Con đường tơ lụa, đến năm Đại Nghiệp thứ ba (607) lại khôi phục tên Đôn Hoàng.
Thời Đường, Đôn Hoàng nằm dưới sự chiếm đóng của Thổ Phồn, sau lại được nhà Đường giành lại. 
Sau thời Đường, Đôn Hoàng nằm dưới sự kiểm soát của Hậu Lương, Tây Hạ, Nguyên và Thanh.
Năm 1949, Đảng Cộng sản Trung Quốc giành quyền kiểm soát Đôn Hoàng, vào ngày 7 tháng 10 thì chính quyền nhân dân huyện Đôn Hoàng được thành lập. Năm 1986, nơi này được công nhận là Thành phố lịch sử và văn hóa cấp quốc gia. 

## Địa lý
Đôn Hoàng nằm ở rìa phía bắc của cao nguyên Thanh Hải - Tây Tạng và ở rìa phía tây của Hành lang Hà Tây. Khu vực này được bao quanh bởi sa mạc Taklamakan, có sông Đảng chảy qua. Nhiệt độ trung bình năm ở đây là 9,5 °C, lượng mưa đạt 42mm. 
| Dữ liệu khí tượng Đôn Hoàng (dữ liệu trung bình từ năm 1971 đến năm 2000, dữ liệu cực trị từ năm 1951 đến năm 2010) | Dữ liệu khí tượng Đôn Hoàng (dữ liệu trung bình từ năm 1971 đến năm 2000, dữ liệu cực trị từ năm 1951 đến năm 2010) | Dữ liệu khí tượng Đôn Hoàng (dữ liệu trung bình từ năm 1971 đến năm 2000, dữ liệu cực trị từ năm 1951 đến năm 2010) | Dữ liệu khí tượng Đôn Hoàng (dữ liệu trung bình từ năm 1971 đến năm 2000, dữ liệu cực trị từ năm 1951 đến năm 2010) | Dữ liệu khí tượng Đôn Hoàng (dữ liệu trung bình từ năm 1971 đến năm 2000, dữ liệu cực trị từ năm 1951 đến năm 2010) | Dữ liệu khí tượng Đôn Hoàng (dữ liệu trung bình từ năm 1971 đến năm 2000, dữ liệu cực trị từ năm 1951 đến năm 2010) | Dữ liệu khí tượng Đôn Hoàng (dữ liệu trung bình từ năm 1971 đến năm 2000, dữ liệu cực trị từ năm 1951 đến năm 2010) | Dữ liệu khí tượng Đôn Hoàng (dữ liệu trung bình từ năm 1971 đến năm 2000, dữ liệu cực trị từ năm 1951 đến năm 2010) | Dữ liệu khí tượng Đôn Hoàng (dữ liệu trung bình từ năm 1971 đến năm 2000, dữ liệu cực trị từ năm 1951 đến năm 2010) | Dữ liệu khí tượng Đôn Hoàng (dữ liệu trung bình từ năm 1971 đến năm 2000, dữ liệu cực trị từ năm 1951 đến năm 2010) | Dữ liệu khí tượng Đôn Hoàng (dữ liệu trung bình từ năm 1971 đến năm 2000, dữ liệu cực trị từ năm 1951 đến năm 2010) | Dữ liệu khí tượng Đôn Hoàng (dữ liệu trung bình từ năm 1971 đến năm 2000, dữ liệu cực trị từ năm 1951 đến năm 2010) | Dữ liệu khí tượng Đôn Hoàng (dữ liệu trung bình từ năm 1971 đến năm 2000, dữ liệu cực trị từ năm 1951 đến năm 2010) | Dữ liệu khí tượng Đôn Hoàng (dữ liệu trung bình từ năm 1971 đến năm 2000, dữ liệu cực trị từ năm 1951 đến năm 2010) |
| tháng | Tháng Một | Tháng hai | Bước đều | Tháng tư | Có thể | Tháng sáu | Tháng bảy | Tháng tám | Tháng 9 | Tháng Mười | Tháng mười một | Tháng 12 | hàng năm |
| --- | --- | --- | --- | --- | --- | --- | --- | --- | --- | --- | --- | --- | --- |
| Nhiệt độ cao kỷ lục °C (°F)                                                                                         | 9,7 (49,5) | 18.0 (64.4) | 28,8 (83,8) | 35,6 (96,1) | 37,2 (99,0) | 40,8 (105,4) | 41,7 (107,1) | 39,9 (103,8) | 36,4 (97,5) | 30,9 (87,6) | 20,4 (68,7) | 10,4 (50,7) | 41,7 (107,1) |
| Nhiệt độ cao trung bình °C (°F)                                                                                     | −0,8 (30,6) | 4,9 (40,8) | 12,7 (54,9) | 21,2 (70,2) | 27,0 (80,6) | 30,9 (87,6) | 32,7 (90,9) | 31,7 (89,1) | 26,8 (80,2) | 18,8 (65,8) | 8.4 (47.1) | 0,6 (33,1) | 17,9 (64,2) |
| Nhiệt độ trung bình hàng ngày °C (°F)                                                                               | −8,3 (17,1) | −3,4 (25,9) | 4.3 (39.7) | 12,5 (54,5) | 18,6 (65,5) | 22,7 (72,9) | 24,6 (76,3) | 23,1 (73,6) | 17.0 (62.6) | 8,6 (47,5) | 0,5 (32,9) | −6,4 (20,5) | 9,5 (49,1) |
| Nhiệt độ thấp trung bình °C (°F)                                                                                    | −14,6 (5,7) | −10,5 (13,1) | −3.2 (26.2) | 4.1 (39.4) | 9,6 (49,3) | 13,9 (57,0) | 16,4 (61,5) | 14,6 (58,3) | 8,5 (47,3) | 0,6 (33,1) | −5,5 (22,1) | −12,0 (10,4) | 1.8 (35.3) |
| Nhiệt độ thấp kỷ lục °C (°F)                                                                                        | −28,5 (−19,3) | −25,1 (−13,2) | −16,9 (1,6) | −9.0 (15.8) | −1,9 (28,6) | 4.0 (39.2) | 8,6 (47,5) | 4,4 (39,9) | −4.2 (24.4) | −14,3 (6,3) | −23,0 (−9,4) | −30,5 (−22,9) | −30,5 (−22,9) |
| Lượng mưa trung bình mm (inch)                                                                                      | 0,8 (0,03) | 0,8 (0,03) | 2,1 (0,08) | 2,4 (0,09) | 2,4 (0,09) | 8.0 (0,31) | 15,2 (0,60) | 6,3 (0,25) | 1,5 (0,06) | 0,8 (0,03) | 1,3 (0,05) | 0,8 (0,03) | 42,4 (1,65) |
| Số ngày trung bình có lượng mưa (≥ 0,1 mm)                                                                          | 1,5 | 0,9 | 1.2 | 1.3 | 1.3 | 3.7 | 4.8 | 2.6 | 0,9 | 0,5 | 1.1 | 1.3 | 21.1 |
| Độ ẩm tương đối trung bình (%)                                                                                      | 52 | 40 | 35 | 31 | 33 | 42 | 45 | 45 | 45 | 45 | 51 | 55 | 43 |
| Số giờ nắng trung bình hàng tháng                                                                                   | 219,0 | 218,6 | 254,9 | 282,4 | 320,2 | 313,6 | 318,9 | 316,1 | 296,1 | 280,8 | 230,4 | 206,8 | 3.257,8 |
| Nguồn dữ liệu: Cục Khí tượng Trung Quốc                                                                             | | | | | | | | | | | | | |

## Hành chính
Đôn Hoàng gồm 9 chín trực thuộc : Thất Lý, Sa Châu, Túc Châu, Mạc Cao, Chuyển Cừ Khẩu, Dương Quan, Nguyệt Nha Tuyền, Quách Gia Bảo, Hoàng Cừ và Cục Quản lý sinh hoạt Thanh Hải.